# Высока (город)
Высо́ка (пол. Wysoka (powiat pilski), нем. Wissek)  —  город  в Польше, входит в Великопольское воеводство,  Пилский повят.  Занимает площадь 4,82 км². Население 2760 человек (на 2004 год).